# مارتن سيسه ي لاكاستا
مارتن سيسه ي لاكاستا (1751-1808) (بالإنجليزية: Martín Sessé y Lacasta)‏ هو عالم نبات إسباني.